# كرنيليوس
كُرينيليوس أحد قواد المئة الرومانيين في ولاية اليهودية الرومانية خلال القرن الأول، ذكر في سفر أعمال الرسل خلال الفصل العاشر، ووصف بأنه ينتمي إلى الكتيبة الإيطالية، تقي ويخاف الله مع عائلته، ويتصدق باستمرار ويصلي دائمًا، حسب العهد الجديد رأى كرينيليوس رؤيا، بأهمية أن يقابل بطرس المتواجد في يافا، وبالفعل فقد تحققت هذه الرؤيا إذ حضر بطرس إلى منزل كرنيليوس في مدينة يافا وألقى عظة هناك، تعمد كرنيليوس في ختامها مع أهل بيته، ما تسبب بجدال حاد بين المسيحيين من أصل يهودي حول شرعية هذا التصرف، أي عماد غير اليهود، لكن سرعان ما انتهى بقبول شرعية العماد، بعد شرح بطرس لما حدث معه.
اعترفت الكنيسة بقداسة كرينيليوس وتحتفل بتذكاره في 7 شباط أو 2 شباط.